# Hatenai Sora
Hatenai Sora (果てない空?) è un brano musicale del gruppo musicale giapponese Arashi, pubblicato come loro trentaquattresimo singolo il 10 novembre 2010. Il brano è incluso nell'album Beautiful World, tredicesimo lavoro del gruppo.
Il singolo ha raggiunto la prima posizione della classifica Oricon dei singoli più venduti in Giappone, vendendo 693.499. ed è stato utilizzato come "theme song" per il dorama Freeter, ie o kau. Il singolo è stato certificato doppio disco di platino.

## Tracce
CD Singolo JACA-5246
1. Hatenai Sora (果てない空)
2. STORY
3. maboroshi (Illusion)
4. Ano Hi no Merry Christmas (あの日のメリークリスマス)
5. Hatenai Sora (Original Karaoke) (果てない空（オリジナル・カラオケ）)
6. STORY (Original Karaoke) (STORY（オリジナル・カラオケ）)
7. maboroshi (Original Karaoke) (maboroshi（オリジナル・カラオケ）)
8. Ano Hi no Merry Christmas (Original Karaoke) (あの日のメリークリスマス（オリジナル・カラオケ）)

## Classifiche
| Classifica (2010) | Posizione più alta |
| ----------------- | ------------------ |
| Giappone (Oricon) | 1                  |